# Geestemünde
Geestmünde es un distrito en la parte sur del municipio Bremerhaven en el estado Bremen. Se encuentra al sur de la desembocadura del Geeste en el Weser, no lejos de la desembocadura de éste en el Mar del Norte. El céntrico distrito limita al norte con los distritos de "Bremerhaven-Mitte" y "Bremerhaven-Lehe". En el sur hay un gran puerto pesquero.

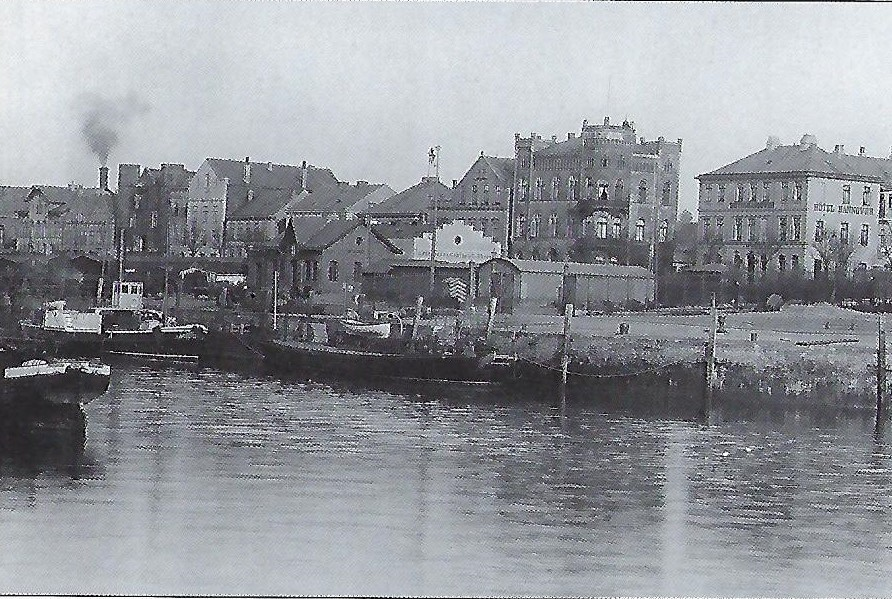
Vieja Geeste muelle (1890), con cobertizo y la calle "Am Deich", derecha Hotel Hannover

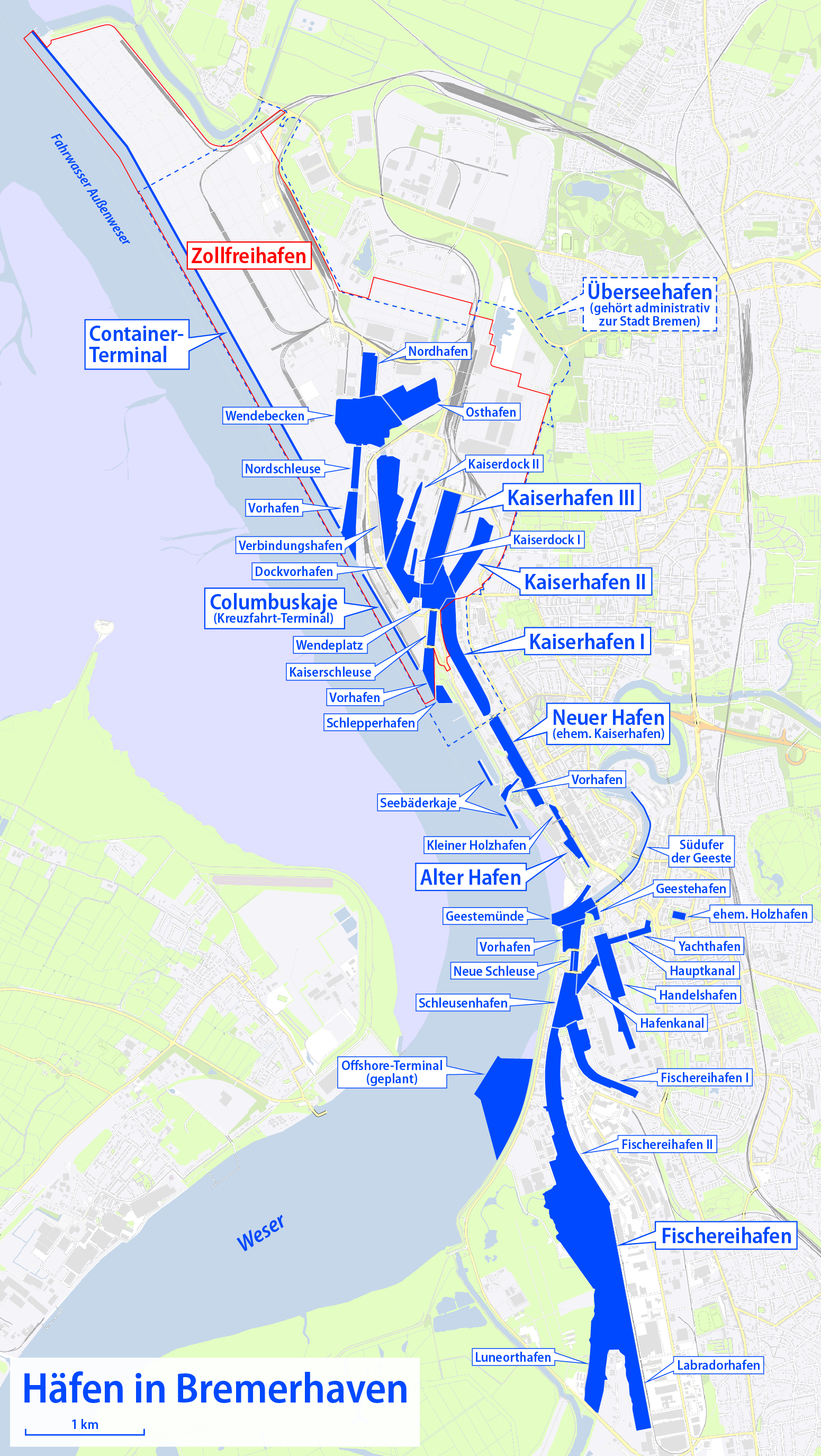
Mapa de los puertos de Bremerhaven

## Historia
En 1827, la Ciudad Hanseática Libre de Bremen adquirió tierras al norte del estuario del Geeste y fundó un puerto y la ciudad de Bremerhaven. El puerto recién creado recibió el nombre de "Geestemünde" en 1847 y se convirtió en puerto libre. En la disputa entre la Provincia de Hannover y la ciudad hanseática libre de Bremen, que incluía grandes partes de la zona urbana de Bremerhaven, se aprobó una constitución de la ciudad en 1912. Un año después, en 1913, Geesemünde recibió los derechos de la ciudad y se convirtió en una ciudad independiente. Geestemünde y Lehe se fusionaron en 1924 para formar la nueva ciudad de Bremerhaven. Se convirtió así en la tercera ciudad más grande de la Provincia de Hannover, después de Hannover y Osnabrück, incluyendo el importante puerto franco y el puerto de aguas profundas. Tras la disolución de los estados federales, Bremerhaven fue anexionada a “Wesermünde” en 1939, a excepción del puerto, que pasó a formar parte de Bremen en 1938.
Durante la Segunda Guerra Mundial, 52 ataques aéreos sobre Bremerhaven y la zona portuaria provocaron la destrucción del 75% de todos los edificios de Geestemünde. En 1947, la ciudad de “Wesermünde]” y, por tanto, también Geestemünde se fusionaron con Bremerhaven para formar el estado de Bremen.

## Política
Bremerhaven (incluida Geestemünde) tiene un ayuntamiento de 49 miembros. También elige a 15 miembros de la ciudadanía de Bremen. La primera conferencia de distrito de Geestemünde tuvo lugar el 8 de septiembre de 1993.
Todos los ciudadanos, pero también iniciativas, grupos, asociaciones, escuelas, parroquias y otras instituciones pueden, en la conferencia pública del distrito de Geestemünde (STK) o en la conferencia del distrito de "Grünhöfe", contribuir a configurar el desarrollo del distrito de Geestemünde o de una parte del distrito de "Grünhöfe", en oposición al magistrado y al ayuntamiento representados en Bremerhaven. La primera conferencia de distrito tuvo lugar el 8 de septiembre de 1993, para Geestemünde, y en 1999 para "Grünhöfe".

### Personalidades
- Friedrich Busse (1835-1898), fundador de la pesca de altura alemana, fallecido en Geestemünde
- Los hermanos Gerhard Kohnert (1882-1962) y Hans Kohnert (1887-1967), empresarios y políticos, nacieron en Geestemünde.
- Rickmer Clasen Rickmers (1807-1886), propietario del astillero de Geestemünde etc., armador
- Carl Rodenburg (1894-1992), teniente general de la Wehrmacht
- Georg Seebeck (1845-1928), propietario de astilleros